# Colyttus bilineatus
Colyttus bilineatus is een spinnensoort in de taxonomische indeling van de springspinnen (Salticidae).
Het dier behoort tot het geslacht Colyttus. De wetenschappelijke naam van de soort werd voor het eerst geldig gepubliceerd in 1891 door Tord Tamerlan Teodor Thorell.